# Phetchabun (provincie)
Phetchabun is een Thaise provincie in het noorden van Thailand. In december 2002 had de provincie 1.040.786 inwoners, waarmee het de 18e provincie qua bevolking in Thailand is. Met een oppervlakte van 12.668,4 km² is het de 9e provincie qua omvang in Thailand. De provincie ligt op ongeveer 346 kilometer van Bangkok. Phetchabun grenst aan de provincies/landen: Loei, Khon Kaen, Chaiyaphum, Lopburi, Nakhon Sawan, Phichit, Phitsanulok. Phetchabun ligt niet aan zee.

## Provinciale symbolen
|  | Het provinciale zegel toont een diamant op een berg met tabaksplanten op de voorgrond. De provinciale vlag is horizontaal verdeeld in turquoise/wit/turquoise (1:2:1) met het provinciale zegel in het midden van de vlag. De provinciale boom is Tamarindus indica (Thai: มะขาม makhaam). |

## Klimaat
De gemiddelde jaartemperatuur is 29 graden, met temperaturen variërend van 12,4 tot 42 graden. Gemiddeld valt er 940 mm regen per jaar.

## Politiek

### Bestuurlijke indeling
De provincie is onderverdeeld in 11 districten (Amphoe).
| Amphoe 1. Phetchabun 2. Wichian Buri 3. Chon Daen 4. Nong Phai 5. Si Thep 6. Bueng Sam Phan 7. Lom Kao 8. Wang Pong 9. Lom Sak 10. Nam Nao 11. Khao Kho |

## Prestatie-index
United Nations Development Programme (UNDP) in Thailand heeft sinds 2003 voor subnationaal niveau een Index van de menselijke prestatie (Human Achievement Index - HAI) gepubliceerd op basis van acht belangrijke gebieden van de menselijke ontwikkeling. Provincie Phetchabun neemt met een HAI-waarde van 0,591 de 67e plaats in op de ranglijst. Tussen de waarden 0,5214 en 0,607 is dit "laag".
| Hoofdgroep                    | Aantal graadmeters | Ranglijst |
| ----------------------------- | ------------------ | --------- |
| Volksgezondheid               | 7                  | 70e       |
| Onderwijs                     | 4                  | 60e       |
| Werkomstandigheden            | 4                  | 70e       |
| Huishoudelijk inkomen         | 4                  | 64e       |
| Huisvesting en leefomgeving   | 5                  | 28e       |
| Familie- en gemeenschapsleven | 6                  | 6e        |
| Transport en communicatie     | 6                  | 63e       |
| Deelname aan politiek, enz.   | 4                  | 55e       |